# Proustiet
Het mineraal proustiet is een zilver-arseen-sulfide met de chemische formule Ag3AsS3.

## Eigenschappen
Het doorzichtig tot doorschijnend roodgrijze of vermiljoenrode proustiet heeft een submetallische glans, een vermiljoenrode streepkleur en het mineraal kent geen splijting. Het kristalstelsel is trigonaal. Proustiet heeft een gemiddelde dichtheid van 5,55, de hardheid is 2 tot 2,5 en het mineraal is niet radioactief.

## Naamgeving
Het mineraal proustiet is genoemd naar de Franse scheikundige Joseph Louis Proust (1755 - 1826).

## Voorkomen
Proustiet is een mineraal dat wordt gevormd in hydrothermale aders en als secundair in contactmetamorfe gesteenten van lage tot gemiddelde temperatuur. De typelocatie is de Himmelsfurst mijn in Erbisdor nabij Freiberg, Ertsgebergte, Duitsland. Het wordt ook gevonden in de Dolores I mijn in Chañarcillo, provincie Atacáma, Chili.